# Esteban Uroš I
Esteban IV Uroš I Nemanjić (serbio: Stefan Uroš I; serbio cirílico: Стефан Урош I) (c. 1223 - 1 de mayo de 1277) fue rey de Serbia desde 1243 hasta 1276, sucediendo a su hermano Stefan Vladislav. Se le atribuye la construcción del Monasterio de Sopoćani, declarado Patrimonio de la Humanidad por la UNESCO.

## Biografía

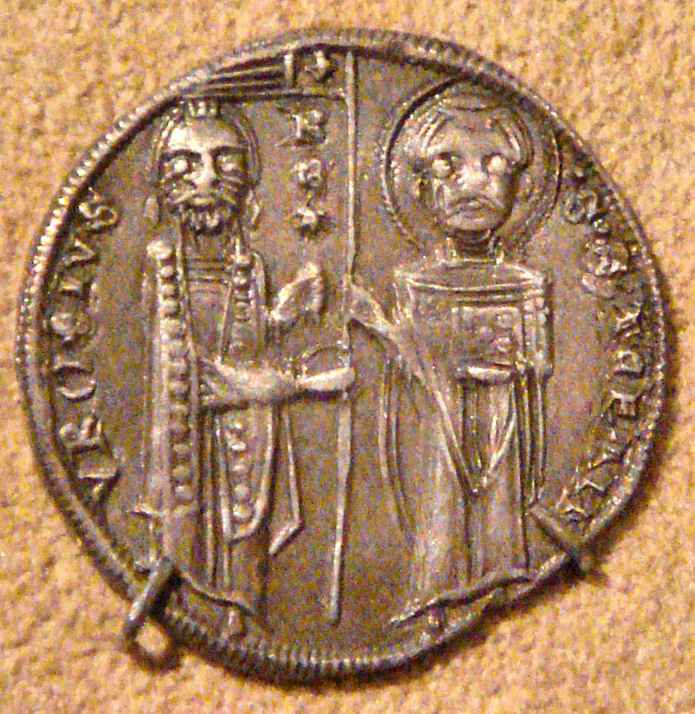
Moneda de plata de Stefan Uroš I, correspondiente a su reinado (1243–1276).

Extensión del Reino de Serbia durante el reinado de Stefan Uroš I Nemanjić.

Uroš (que siguiendo la tradición de la Dinastía Nemanjić se otorgó el título de Stefan) fue el hijo menor de Esteban I Nemanjić y Ana Dandolo, la nieta de Enrico Dandolo, dux de Venecia.
En la primavera de 1243 los serbios se rebelaron contra su rey Esteban Vladislav I, que fue derrocado y sustituido por su hermano menor Stefan Uroš I. Pese a ello, se cree que Uroš mantuvo buena relación con su hermano, y le permitió gobernar el Principado de Zeta, o en cualquier caso, no le apartó completamente de un papel activo en el gobierno.
El reinado de Uroš coincidió con el declive de dos de los rivales principales de Serbia en los Balcanes, Epiro y Bulgaria. Esto ayudó a Serbia convertirse en una influyente potencia en la zona, ayudada por un importante desarrollo económico. Uno de los principales motivos de este crecimiento fue la explotación de las minas de plata de Brskovo y Rudnik, en gran parte llevada a cabo por mineros sajones de Hungría, que gozaban de cierto nivel de autogobierno y libertad de culto.
Uroš emprendió durante su reinado varias acciones militares contra estados vecinos. En 1252-1253 se enfrentó a Ragusa, y poco después su intento de hacer valer su autoridad sobre Zahumlia condujo al príncipe local a una alianza con los húngaros, convirtiéndose en su vasallo para buscar protección. También Ragusa hizo valer su alianza con los búlgaros, que invadieron territorio serbio en 1254. Finalmente, Uroš I alcanzó varios acuerdos por separado para mantener la paz con sus vecinos.
Durante la segunda mitad de la década de 1260, estalló una nueva guerra con Ragusa, que concluyó con un tratado, firmado en 1268, según el cual Serbia ofrecía su protección a los ragusanos a cambio de compensaciones económicas. Este acuerdo se mantuvo en vigor durante el siglo siguiente.
Ese mismo año, el rey serbio invadió las posesiones de Hungría al sur del Danubio en Mačva, lo que hoy es el norte de Serbia. A pesar de algunos éxitos iniciales, Uroš I fue capturado por los húngaros y obligado a comprar su libertad. Ambos reinos firmaron un tratado de paz, y su hijo Dragutin se casó con Catalina, la hija del futuro rey Esteban V de Hungría.
Al final de su reinado, Uroš suprimió la autonomía de Zahumlia, retirando el título a los príncipes locales. Además, sus discrepancias con su hijo mayor, Dragutin, le llevaron a considerar a su otro hijo, Milutin, su heredero, pese a que se había comprometido con los húngaros a que el heredero fuese Dragutin. Preocupado por este hecho, Dragutin exigió a su padre que le asociara al trono en 1276. Cuando Uroš I se negó, Dragutin se rebeló y, con la ayuda del rey de Hungría y mercenarios cumanos, derrotó a su padre en una batalla librada cerca de Gacko. Stefan Uroš I se vio obligado a abdicar y se retiró al monasterio, que había edificado en Ras (cerca de la moderna Novi Pazar), donde murió en 1277.